# Gare de Kawagoe
La gare de Kawagoe (川越駅, Kawagoe-eki) est une gare ferroviaire de la ville de Kawagoe, dans la préfecture de Saitama au Japon. Elle est exploitée conjointement par la JR East et la compagnie privée Tōbu.

## Situation ferroviaire
La gare de Kawagoe est située au point kilométrique (PK) 16,1 de la ligne Kawagoe et au PK 30,5 de la ligne Tōbu Tōjō.

## Histoire
La gare a été inaugurée le 1er avril 1915 par la Tōbu sous le nom de gare de Kawagoe-nishimachi. La gare prend son nom actuel en 1940 avec l'arrivée de la ligne Kawagoe.

## Services aux voyageurs

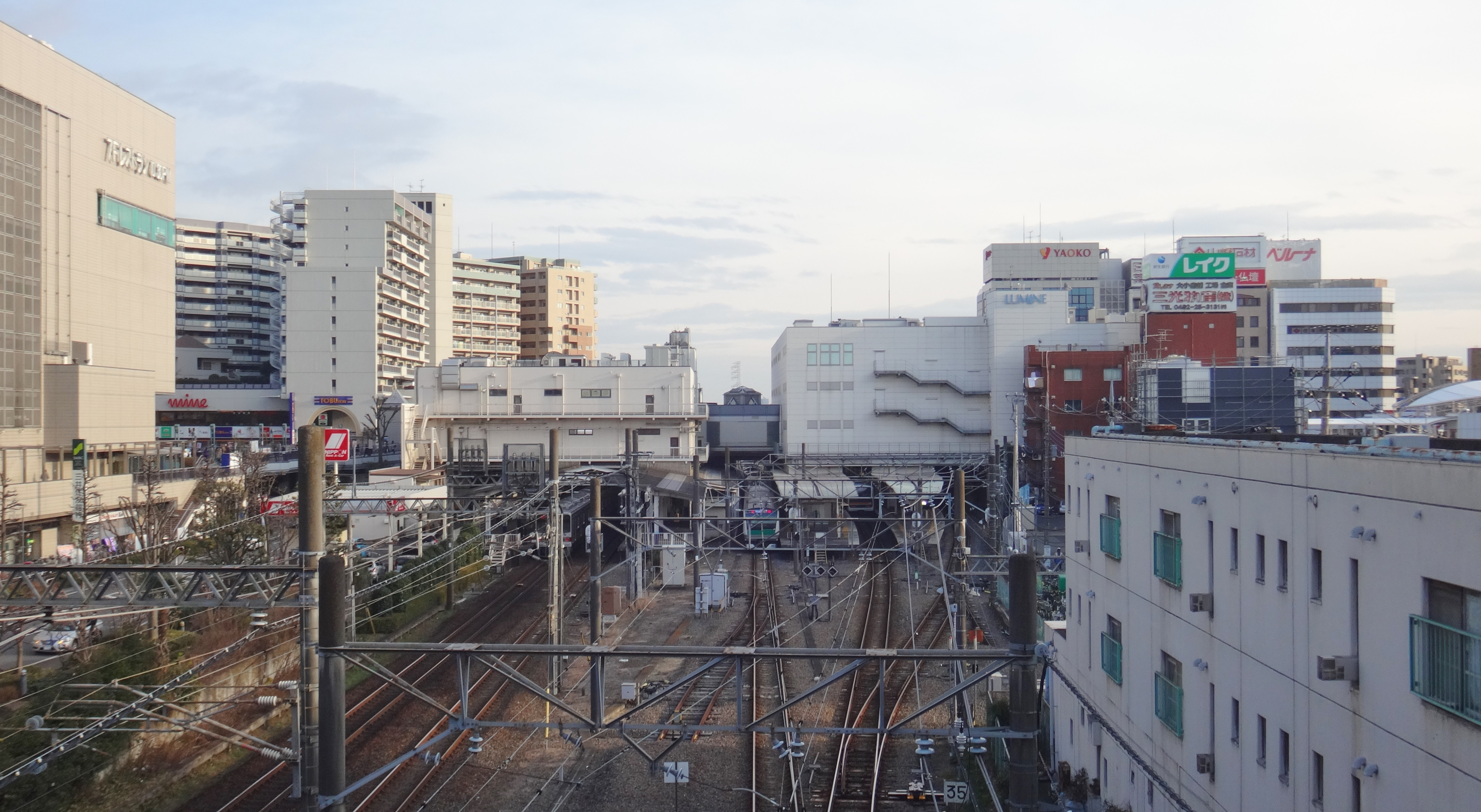
Vue des voies

### Accès et accueil
La gare dispose d'un bâtiment voyageurs, avec guichet, ouvert tous les jours.

### Desserte
- Ligne Tōbu Tōjō :
  - voie 1 : direction Wakōshi (interconnexion avec la ligne Fukutoshin pour Shibuya ou avec la ligne Yūrakuchō pour Shin-Kiba) et Ikebukuro
  - voie 2 : direction Sakado et Ogawamachi
- Ligne Kawagoe :
  - voies 3 à 6 : direction Ōsaki (interconnexion avec la ligne Rinkai pour Shin-Kiba) ou Komagawa

### Intermodalité
La gare de Hon-Kawagoe de la compagnie Seibu est située au nord de la gare. 